# هاردلایت
هاردلایت (انگلیسی: Hardlight) شرکت بازی ویدئویی بریتانیایی است، که در سال ۲۰۱۲ تأسیس شد.